# Wandpoesie
Wandpoesie sind Gedichte, geschrieben, gemalt oder gekonnt auf Gebäude eingefügt als dekorative Elemente mit Bedeutungen.

## Gedichte in einigen Städten

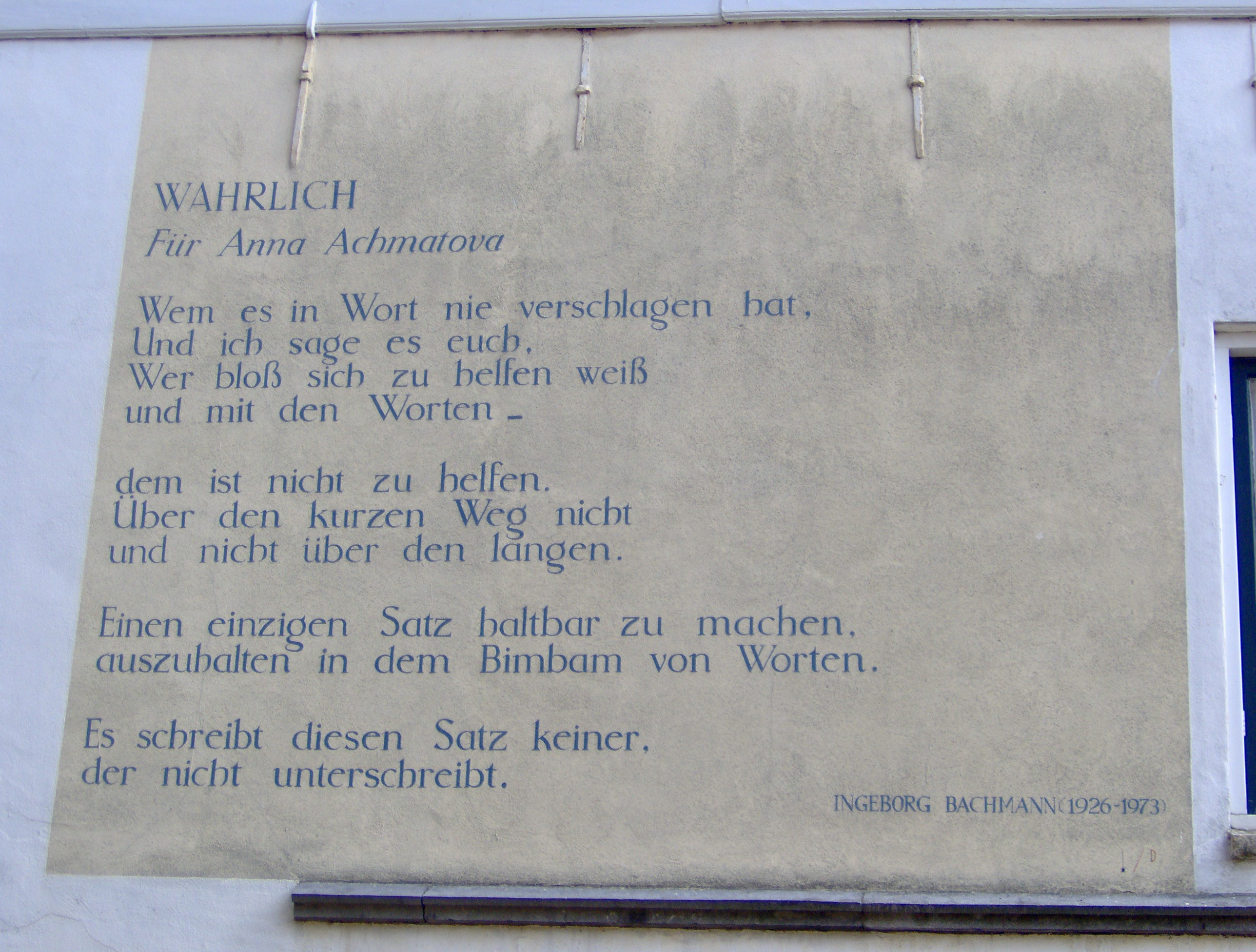
In Leiden, Nieuwe Rijn 94: Wahrlich von Ingeborg Bachmann
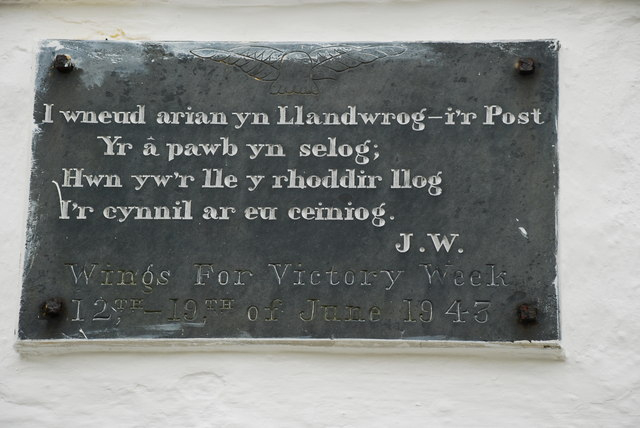
In Llandwrog
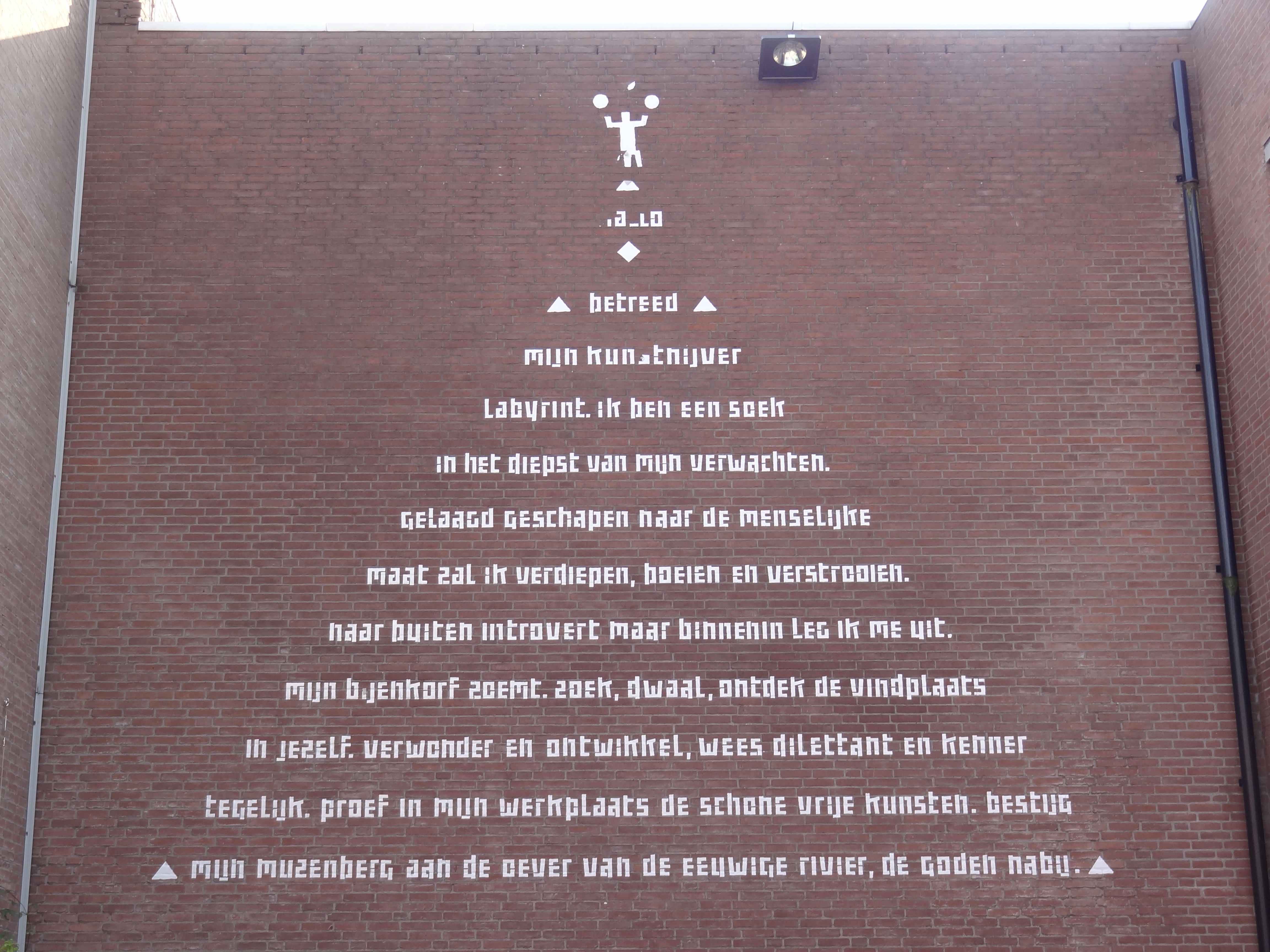
In Nijmegen
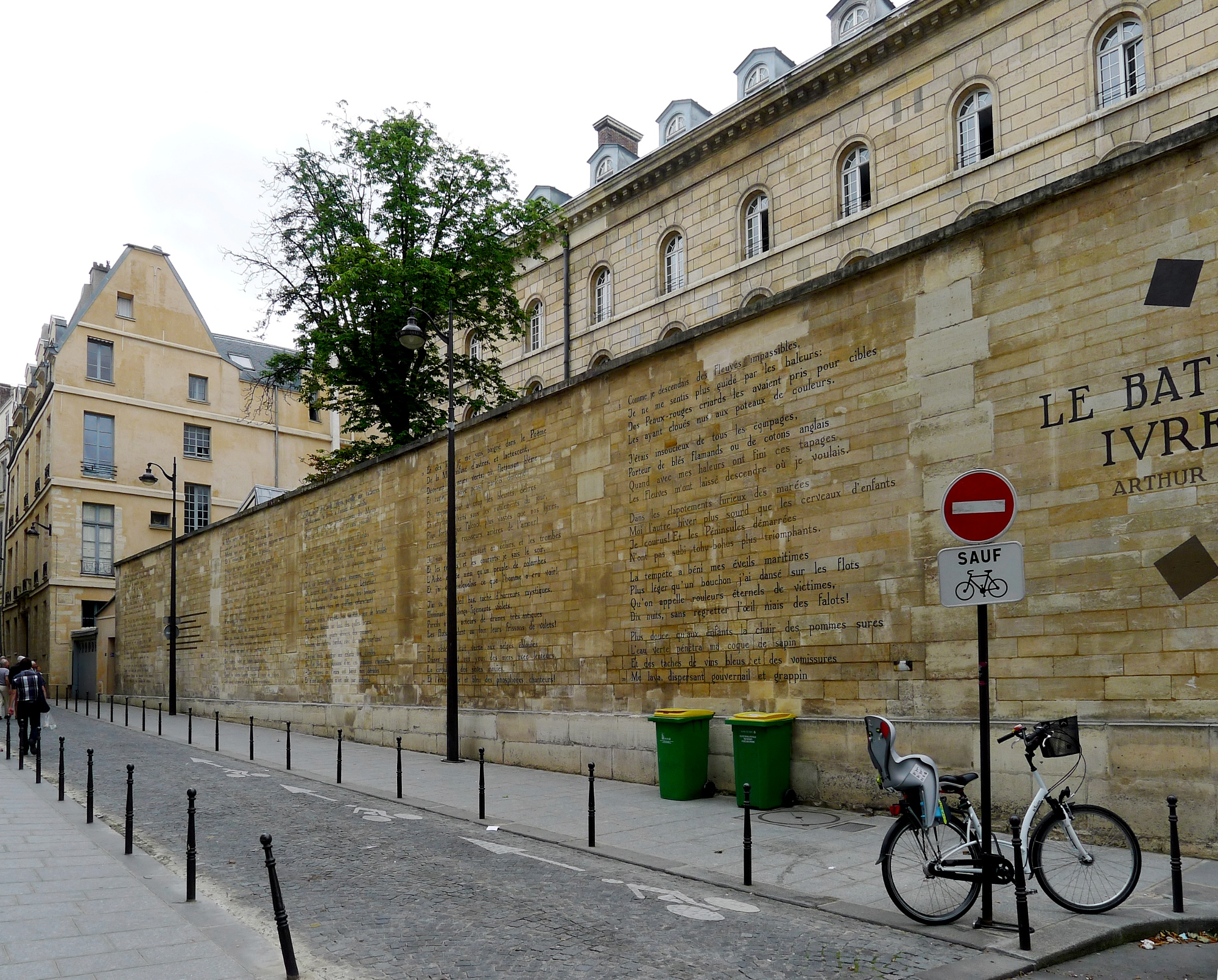
In Paris (Arthur Rimbaud)
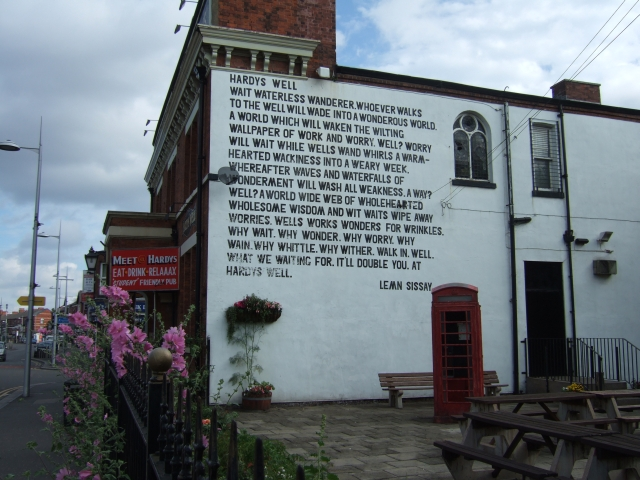
In Rusholme (Manchester)
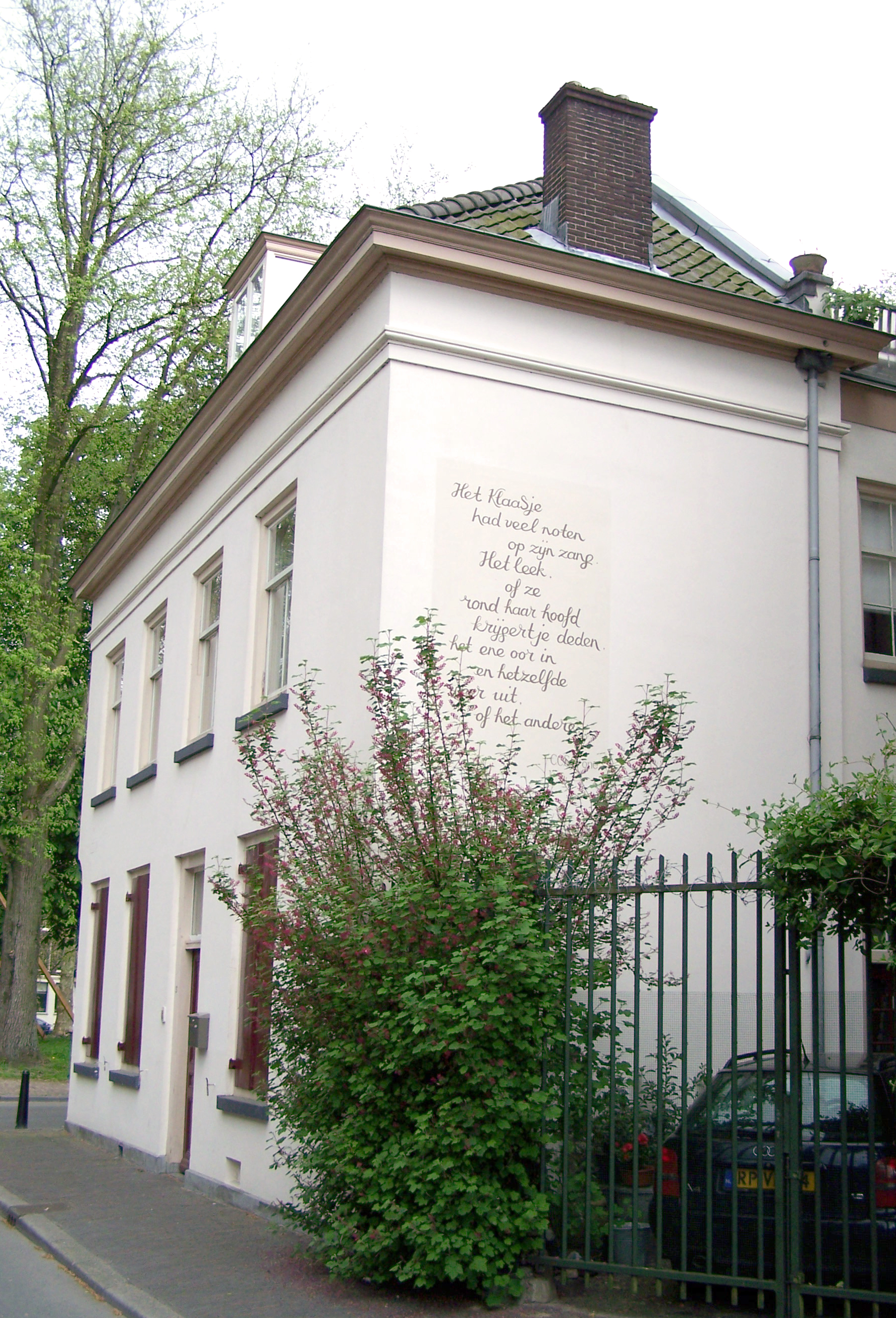
In Utrecht
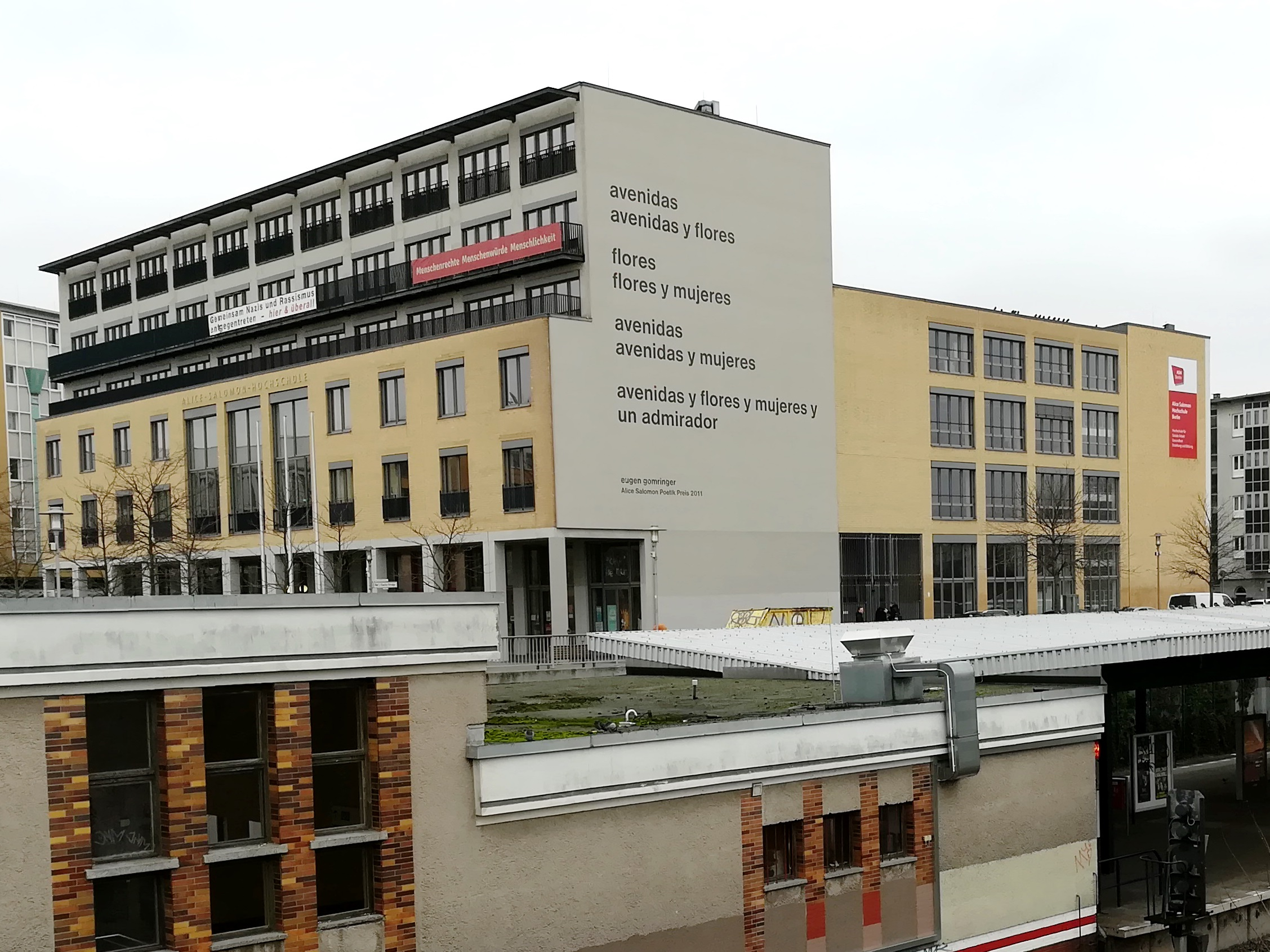
In Berlin, Alice-Salomon-Platz 5: avenidas von Eugen Gomringer

## Publikation
- Marleen van der Weij: Dicht op de muur. Gedichten in Leiden. Gemeente Leiden, Dienst Bouwen en Wonen, 1996. ISBN 9080139580 (2. Aufl.: 1996, 3. Aufl.: 1997). 6. Neubearb. Aufl.: Burgersdijk & Niermans, Leiden, 2000. ISBN  9075089082
- Marleen van der Weij: Dicht op de muur 2. Gedichten in Leiden. Burgersdijk & Niermans, Leiden, 2005. ISBN 9075089112